# Statul Somali
Regiunea Somali Ogaden (somaleză Deegaanka Soomaalida, amharică ሱማሌ ክልል, arabă المنطقة الصومالية), cunoscută și cu numele de Soomaali Galbeed (Vestul Somaliei) și oficial Statul Regional Somali, este un stat regional din estul Etiopiei. Teritoriul său este cel mai mare după Regiunea Oromia. Statul regional se învecinează cu statele etiopiene Afar și Oromia și cu orașul-stat Dire Dawa (Dire Dhawa) la vest, precum și cu Djibouti la nord, Somaliland la nord-est, Somalia la sud; și Kenya la sud-vest.
Jijiga este capitala regiunii Somali. Capitala era dintâi la Gode, până când în 1995 Jijiga a devenit capitală din considerente politice.
Guvernul regional somalez este compus din ramura executivă, condusă de președinte; ramura legislativă, care cuprinde Consiliul de Stat; și ramura judiciară în frunte cu Curtea Supremă a Statului.

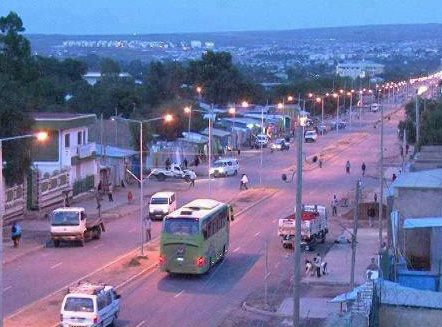
Strada principală din cartierul Laanta Hawada din Jijiga

Regiunea Somali cuprinde o mare parte a provinciei Hararghe de dinainte de 1995. Populația este predominant somaleză și au existat încercări de a încorpora zona într-o Somalie Mare. În anii 1970 Somalia, sprijinită de Statele Unite, a invadat Etiopia, declanșând Războiul Ogaden, pe care Somalia l-a pierdut din cauza intervenției militare a Uniunii Sovietice și a aliatului său Cuba. În ciuda acestei înfrângeri, grupurile locale au încercat în continuare fie să se unească cu Somalia, fie să devină independente. 
Pe baza recensământului din 2007 efectuat de Agenția Centrală de Statistică a Etiopiei (CSA), regiunea Somali avea o populație totală de 7.445.219, constând din 3.472.490 de bărbați și 3.972.729 de femei; locuitorii urbani erau 1.489.044 sau 20% din populație, alți 5.956.175 sau 80% erau păstori și agricultori. Cu o suprafață de 327.068 de km2, această regiune avea o densitate de 20,9 locuitori pe km2. În regiune au fost înregistrate 1.685.986 gospodării, ceea ce rezultă într-o medie pe regiune de 6,8 persoane la o gospodărie, gospodăriile urbane având în medie 6, iar gospodăriile rurale 6,5 persoane. În 1997 compoziția etnică a regiunii era de 61,58% somalezi, 23,25% amhara, 7,32% oromo, 4,37% gurage și 1,48% tigrayeni; toate celelalte grupuri etnice reprezentau 1,99% din populație. Populația pronosticată pentru 2017 era de 11.748.998.
75,65% din populație erau musulmani, 23,35% creștini ortodocși și 1% erau adepți ai altor religii.